# Zwerg-Igelkolben
Der Zwerg-Igelkolben (Sparganium natans, Syn.: Sparganium minimum), auch Kleiner Igelkolben genannt, ist eine Pflanzenart aus der Gattung der Igelkolben (Sparganium) innerhalb der Familie der Rohrkolbengewächse (Typhaceae).

## Beschreibung

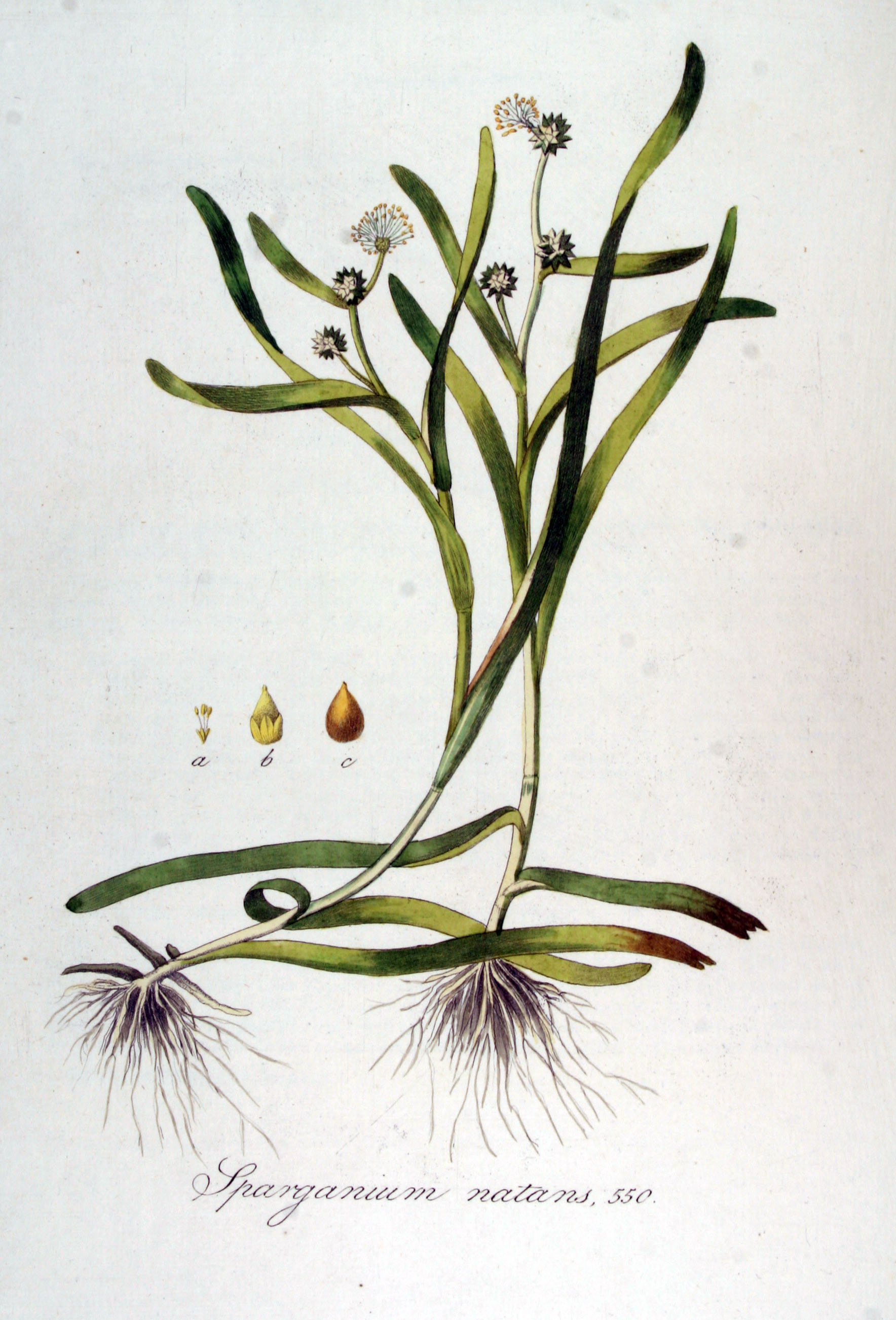
Illustration aus Flora Batava, Volume 7

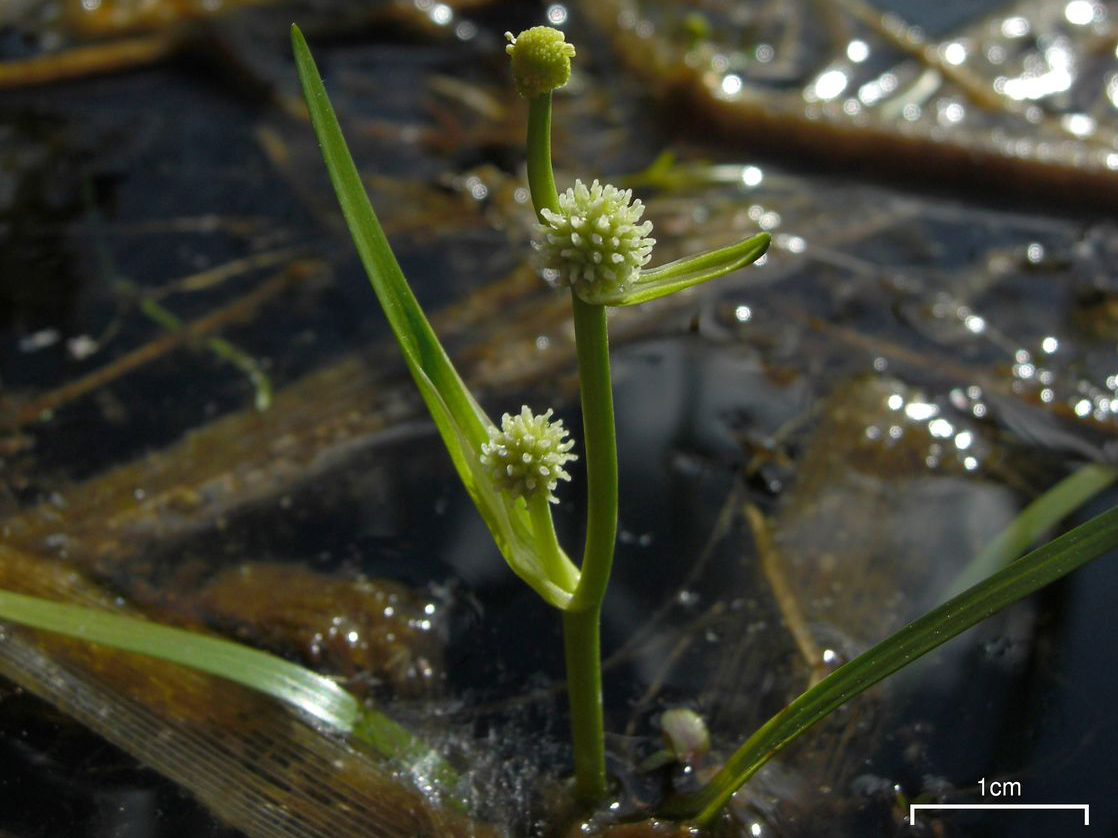
Blütenstand

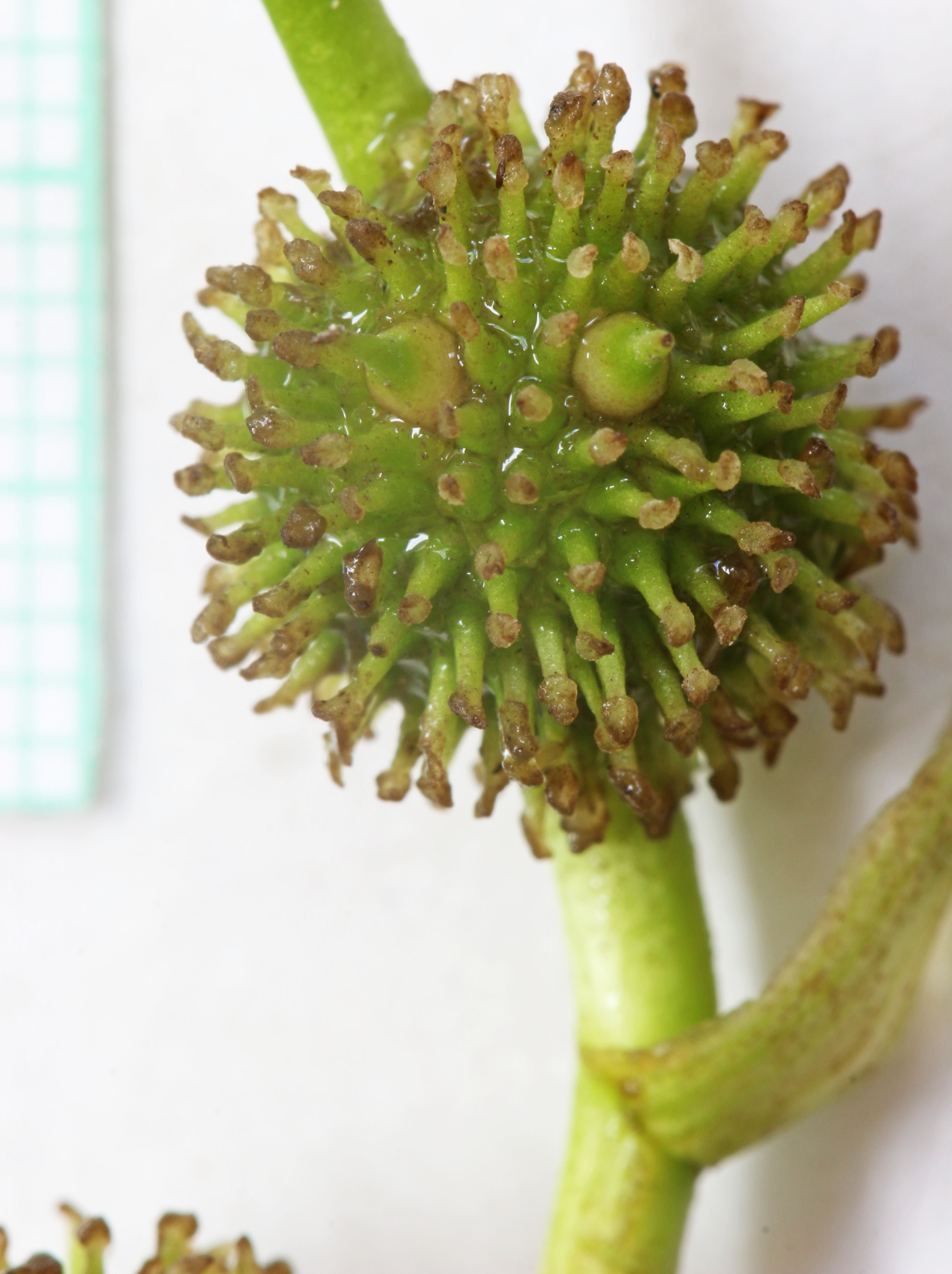
Weibliches Blütenköpfchen im Detail

### Vegetative Merkmale
Der Zwerg-Igelkolben ist eine ausdauernde krautige Pflanze und erreicht Wuchshöhen von 8 bis 30 Zentimetern. Sie bildet einen kriechenden „Wurzelstock“ und besitzt vier bis neun Internodien. Die Pflanzenteile sind ganz kahl. Die Blattscheiden sind zweizeilig am Stängel angeordnet.
Die grundständigen Laubblätter sind bei einer Länge von 7 bis 20 Zentimetern sowie einer Breite von 2,5 bis 4 Millimetern linealisch, flach und dünn und am Grund nur schwach aufgeblasen. Falls das Pflanzenexemplar im Wasser steht und die Laubblätter untergetaucht sind, so sind sie 15 bis 60 Zentimeter lang sowie 2 bis 10 Millimeter breit.

### Generative Merkmale
Die Blütezeit reicht von Juni bis August. Der Blütenstandsschaft ist 6 bis, meist 15 bis 60 Zentimeter lang und 1 bis 3 Millimeter dick.
Der Zwerg-Igelkolben ist einhäusig getrenntgeschlechtig (monözisch). Der Gesamtblütenstand ist unverzweigt. Die eingeschlechtigen Blüten stehen in kugeligen köpfchenförmigen Teilblütenständen, die jeweils nur ein Geschlecht enthalten. Die meist zwei oder drei (ein bis vier) Köpfchen weiblicher Blüten sind voneinander getrennt und stehen in den Achseln von Blättern; die unteren Köpfchen sind bis 28 Millimeter lang gestielt, das oberste ist sitzend. Das Blatt unterhalb des untersten weiblichen Köpfchens ist nur 1 bis 8 Zentimeter lang und überragt den Blütenstand kaum. Die weiblichen Köpfchen haben während der Anthese einen Durchmesser von 5 bis 7 Millimetern. Oben steht das einzige männliche Köpfchen (selten zwei dicht beieinander), es hat einen Durchmesser von etwa 10 Millimetern.
Die Fruchtköpfchen haben einen Durchmesser von 8 bis 15 Millimetern. Die hell-braune Frucht ist bei einer Länge von 3,5 bis 6 Millimetern sowie bei einem Durchmesser von 1,5 bis 2 Millimetern spindelförmig und hat einen kurzen, bis 0,5 Millimeter langen schnabelartigen Griffel.
Die Chromosomenzahl beträgt 2n = 30.

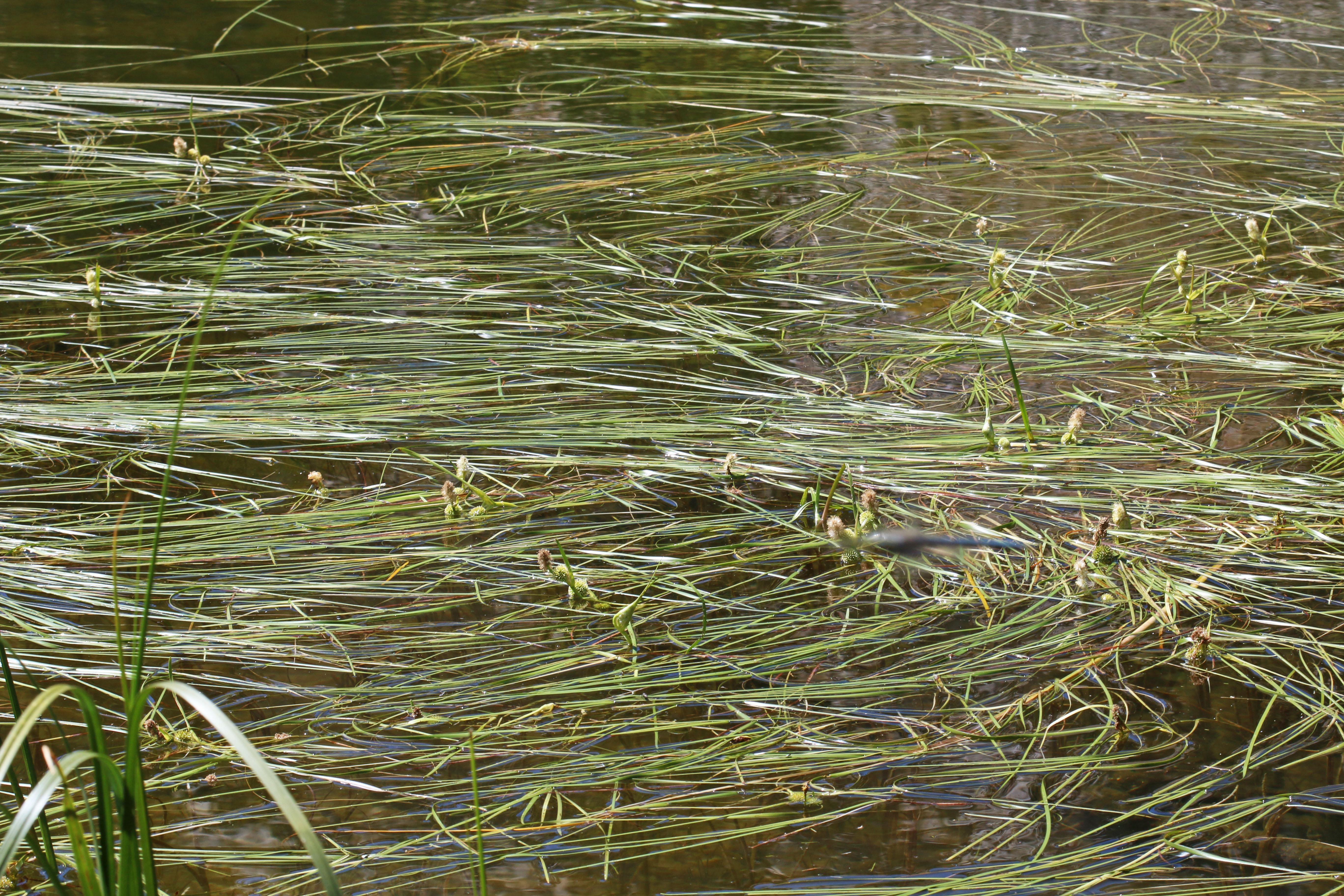
Habitus flutend im Habitat

## Vorkommen und Gefährdung
Das zirkumpolare Verbreitungsgebiet von Sparganium natans umfasst auf der Nordhalbkugel die gemäßigten und borealen Gebiete in Asien und Nordamerika und reicht durch ganz Europa (fast bis zum Nordkap) allerdings ohne die südlichen Länder. Seine südlichsten Vorkommen sind im Iran und in China. In Europa fehlt er nur in den Ländern Portugal, den Niederlanden, Polen und teilweise auf der Balkanhalbinsel.
In Mitteleuropa ist der Zwerg-Igelkolben insgesamt stark zurückgegangen. Der Zwerg-Igelkolben ist in der Roten Liste der gefährdeten Pflanzenarten Deutschlands nach Metzing et al. 2018 unverändert zur Roten Liste von 1998 in Gefährdungskategorie 2 = „stark gefährdet“, weil die Populationen meist sehr stark geschrumpft sind. Der Zwerg-Igelkolben gilt in der Schweiz als EN = „stark gefährdet“; die Vorkommen sind gesamtschweizerisch stark zurückgegangen. In Europa wird Sparganium natans insgesamt als „potenziell gefährdet“ eingestuft (IUCN 2021). Der Zwerg-Igelkolben ist in der Roten Liste von 2022 in Österreich enthalten und wird schon lange in den Roten Listen der Bundesländer zumeist als CR = „vom Aussterben bedroht“ geführt.
In Deutschland kommt er im Tiefland westlich der Elbe selten, östlich und nördlich von ihr zerstreut vor, er fehlt aber auch hier gebietsweise; in den Mittelgebirgen und im Alpenvorland fehlt er in großen Gebieten; nahe dem Alpenfuß ist er etwas häufiger. Er steigt in den Alpen im See von St. Moritz bis zu einer Höhenlage von 1730 Meter und in den Bergamasker Alpen im Tal des Bitto di Albaredo bis 1975 Meter auf.
Der Zwerg-Igelkolben gedeiht aufrecht an Ufern vor oder im Wasser flutend. Der Zwerg-Igelkolben wächst in nährstoffarmen, oligotrophen bis mesotrophen Gewässern über teils kalkarmem, zum Teil basenreichem, schlammigem bis anmoorigem Grund in Wassertiefen von 0,2 bis 1,5 Metern. Er besiedelt Gräben und Torfstiche auch am Rand von größeren Gewässern. Im Gegensatz zu allen anderen Arten der Gattung Sparganium wächst er am ehesten im offenen Wasser. Man kann ihn sogar noch am Rand von Seerosenbeständen finden. Wo er in den Mittelgebirgen oder in den Alpen sommerwarme Gewässer antrifft, besiedelt er sie.
Sparganium natans ist eine Kennart der eigenen Pflanzengesellschaft des Sparganietum minimi im Verband des Sphagno-Utricularion.
Der Zwerg-Igelkolben steht am oder im meist stehenden oder seltener im fließenden Wasser. Er besiedelt in Mitteleuropa Moortümpel, Gräben und Torfstiche in Mooren, auch Seen. Er gedeiht in meso- bis oligotrophen, mäßig sauren Moortümpeln, Schlenken, Torfstichen, Moorgräben, Heidetümpeln und Seen in stehenden, seltener fließenden Gewässern. Pflanzensoziologisch ist Sparganium natans eine Charakterart des Sparganietum minimi aus dem Verband Sphagno-Utricularion.
Die ökologischen Zeigerwerte nach Landolt et al. 2010 sind in der Schweiz: Feuchtezahl F = 5vw (überschwemmt und untergetaucht, aber Feuchtigkeit stark wechselnd), Lichtzahl L = 4 (hell), Reaktionszahl R = 3 (schwach sauer bis neutral), Temperaturzahl T = 3 (montan), Nährstoffzahl N = 2 (nährstoffarm), Kontinentalitätszahl K = 4 (subkontinental).

## Taxonomie
Die Erstveröffentlichung von Sparganium natans erfolgte 1753 durch Carl von Linné in Species Plantarum, Tomus II, Seite 971. Synonyme für Sparganium natans L. sind: Sparganium minimum Wallr., Sparganium natans var. minimum L., Sparganium rostratum Larss., Sparganium septentrionale Meinsh., Sparganium perpusillum Meinsh., Platanaria natans (L.) Gray. Das Artepitheton natans ist lateinisch und bedeutet „schwimmend“, minimum heißt das „kleinste“.